# Le Relecq-Kerhuon
Le Relecq-Kerhuon é uma comuna francesa na região administrativa da Bretanha, no departamento Finisterra. Estende-se por uma área de 6,43 km². Em 2010 a comuna tinha 11 857 habitantes (densidade: 1 844 hab./km²).644 hab/km².